# Ананка (филозофија)
Ананка (грч. αναγκη „нужност“) - термин је сковао филозоф Демокрит. Користи се када се описује демокритовску теорију структуре света, према којем се свет састоји од атома и празнина. Свет нема шансе, постоји само вечне ананке - програм који одређује ток свих догађаја, кретања сваког атома.